# Rue de la Clef (Lille)
Pour les articles homonymes, voir Rue de la Clef.
La rue de Clef est une voie publique urbaine de Lille, dans le Nord, en France. 

## Situation et accès
Située dans le quartier du Vieux-Lille, la rue de Clef est une rue qui relie la place des Patiniers au Boulevard Carnot.  
La rue est accessible depuis le métro, via la première ligne en sortant à la station Rihour.
La rue est immatriculée parmi les îlots regroupés pour l'information statistique (IRIS) «IRIS N° 0206 - VIEUX LILLE 6 » de Lille, tels que l'Insee les a établis en 1999.

## Historique

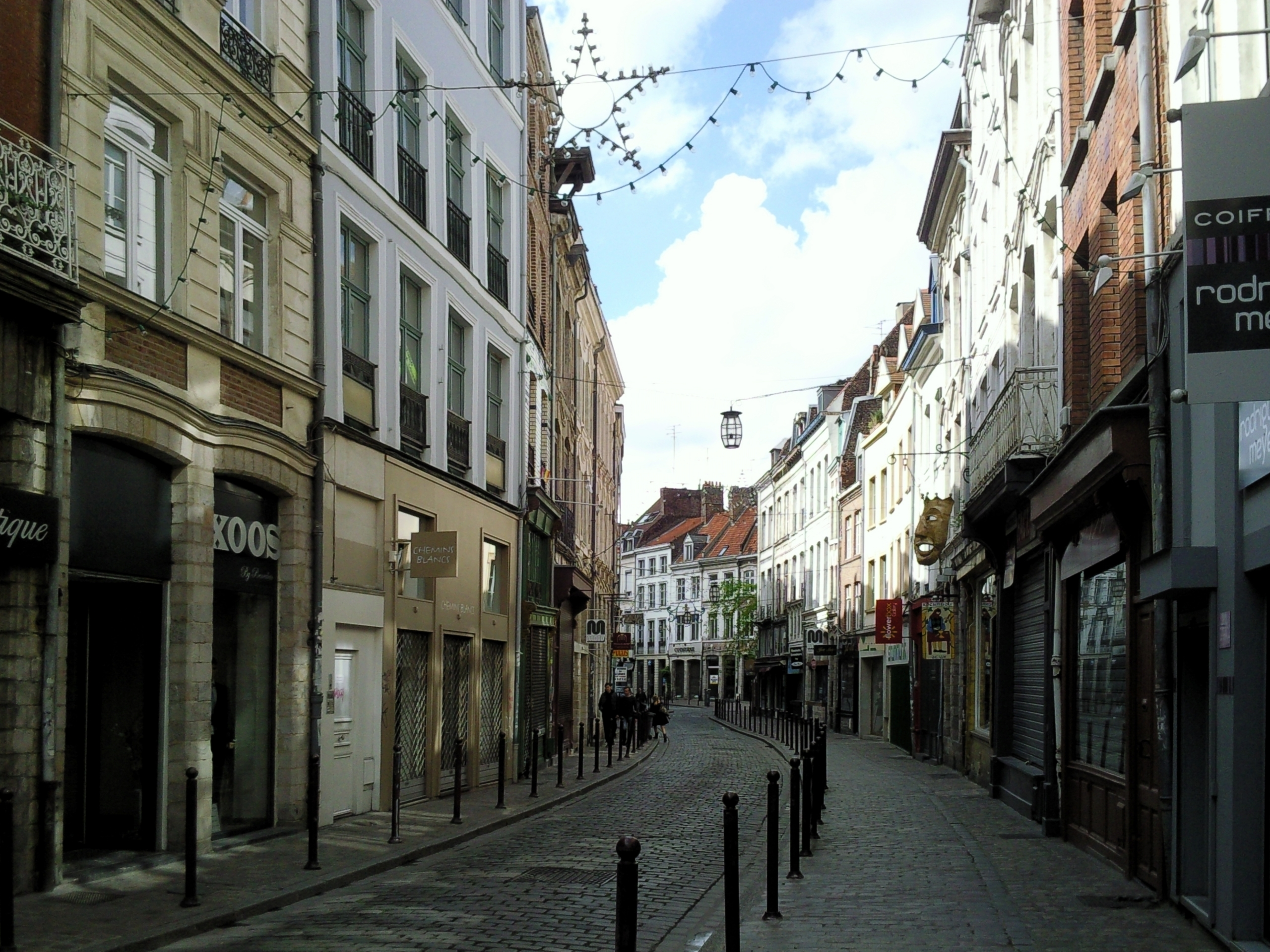
Rue de la clef

La rue est une des plus anciennes de ville mentionnée dans le cartulaire du Moyen Âge  mais non dans la Charte de dotation de la collégiale Saint-Pierre de 1066.
Elle serait à l'extérieur d'une enceinte qui aurait entouré le site primitif de la ville englobant la rue des Chats-Bossus, la rue de la Grande-Chaussée et l'ancienne église Saint-Étienne. 
Elle fut rebaptisée « rue Marat » avant de reprendre son nom d'origine. En 1793, il s'y dressait l' « Hôtel de la clef ».